# Exidia
Genre
Exidia est un genre de champignons (Fungi) basidiomycètes de la famille des Auriculariaceae. 

## Liste des espèces
- Exidia glandulosa - Exidie glanduleuse
- Exidia nucleata (Schwein.) Burt, (1921)
- Exidia plana (F.H. Wigg.) Donk, (1966)
- Exidia recisa - Exidie obconique
- Exidia repanda - Exidie étalée
- Exidia saccharina - Exidie pustulée
- Exidia thuretiana (Lév.) (1874)
- Exidia truncata Fr., (1822)